# Muzeum Biblii (Amsterdam)

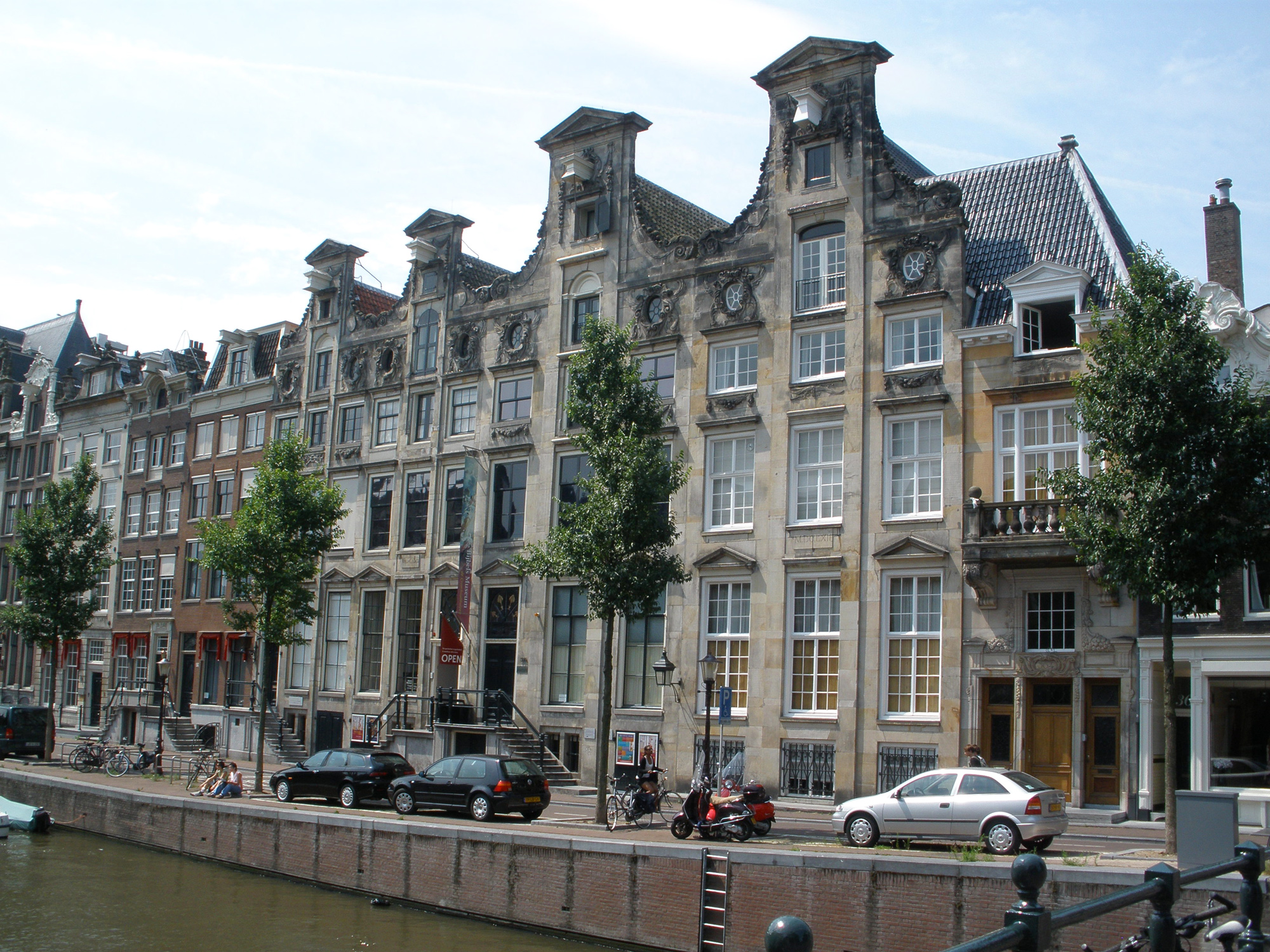
W trzeciej z kamienic mieści się Muzeum Biblii

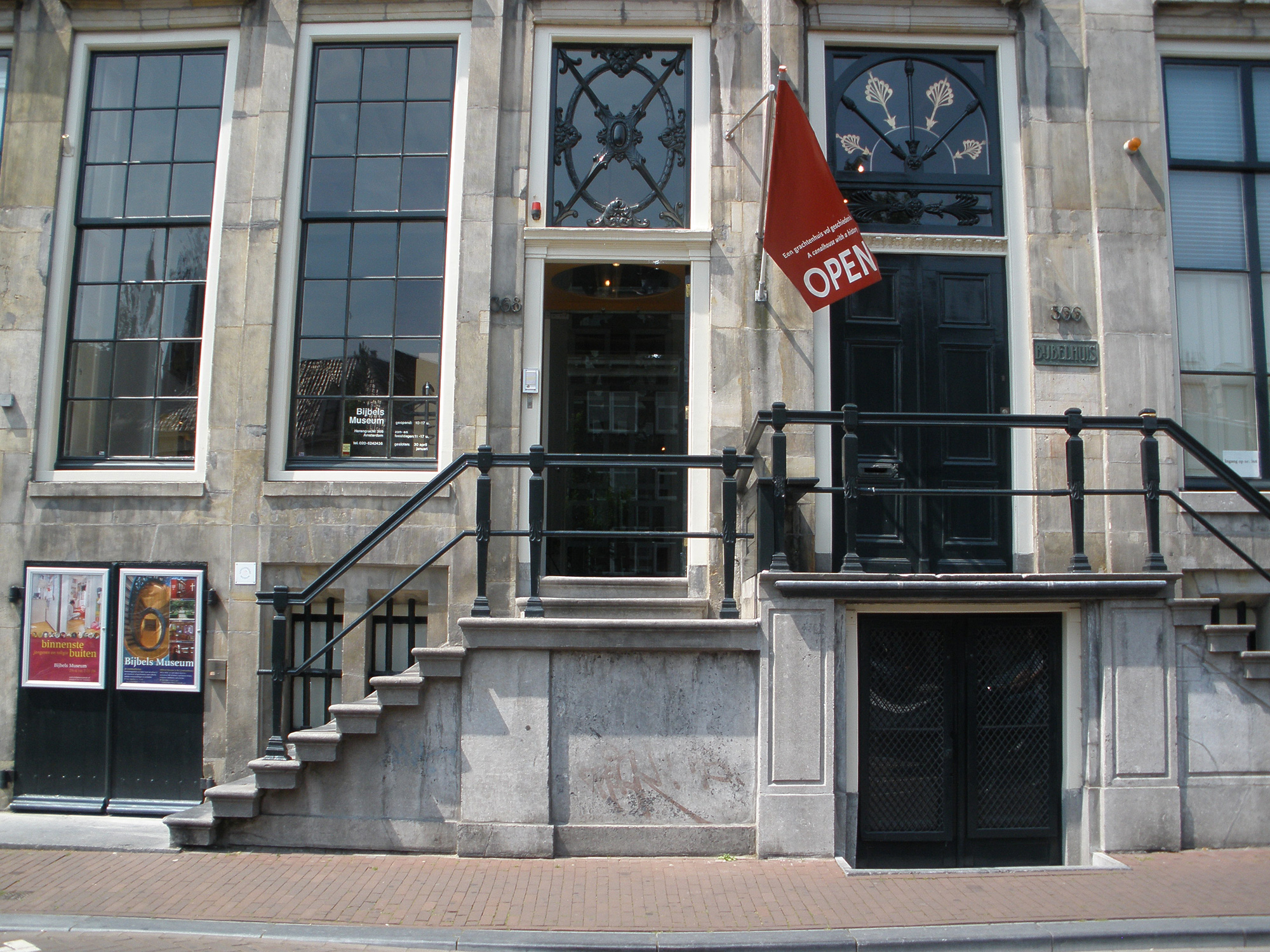
Wejście do muzeum

Bijbels Museum (Muzeum Biblii) – jedyne z pierwszych muzeów w Europie poświęcone Biblii, z siedzibą w Amsterdamie przy kanale Herengracht 366. Budynek był siedzibą Holenderskiego Towarzystwa Biblijnego od 1852 roku do 1975 roku. Od 1975 roku mieści się tu muzeum.
Znajdują się tu różne wydania Biblii, ponadto rozmaite zabytki starożytnego Egiptu i Bliskiego Wschodu, które mają na celu przybliżyć epokę, w której powstawała Biblia. Wśród eksponatów znajdują się m.in. mumie egipskie. Znajdują się tu makieta namiotu przymierza z okresu exodusu, makieta Świątyni Salomona, a także makiety niektórych kościołów. Piętro niżej znajdują się egzemplarze zabytkowych wydań Biblii z XV–XVIII wieków. Znajduje się tu Biblia z Delftu z 1477 roku, pierwsza wydrukowana w Holandii Biblia, także Biblia w przekładzie Lutra. Inną osobliwością jest kopia zwoju znad Morza Martwego, zawierającego Księgę Izajasza (1QIsaa). Na dole, w tej samej kamienicy, można obejrzeć XVII-wieczną kuchnię, z XVII-wiecznym piecem i XVII-wiecznymi naczyniami. Jest to jedna z najlepiej zachowanych XVII-wiecznych kuchni w Holandii.
Na zapleczu muzeum znajduje się ogród ze stawem.
W roku 2006 muzeum odwiedziło ponad 47 tys. odwiedzających.